# يوميات دراجة نارية (فلم)
مذكرات دراجة نارية (بالأسبانية: Diarios de motocicleta) فيلم برازيلي أمريكي بيروفي أرجنتيني إنتاج عام 2003 أخرجه والتر ساليس. يتحدث الفيلم عن الرحلة التي قام بها تشي جيفارا حول أمريكا اللاتينية برفقة صديقه ألبيرتو غرانادو قبل أنخراطه في العمل الثوري. الفيلم مبني على كتابات ومذكرات الرجلين. نال الفيلم جوائز عدة في مهراجانات مختلفة.

## وصلات خارجية
- يوميات دراجة نارية على موقع IMDb (الإنجليزية)
- يوميات دراجة نارية على موقع ميتاكريتيك (الإنجليزية)
- يوميات دراجة نارية على موقع الموسوعة البريطانية (الإنجليزية)
- يوميات دراجة نارية على موقع روتن توميتوز (الإنجليزية)
- يوميات دراجة نارية على موقع نتفليكس (الإنجليزية)
- يوميات دراجة نارية على موقع قاعدة بيانات الأفلام العربية
- يوميات دراجة نارية على موقع ألو سيني (الفرنسية)
- يوميات دراجة نارية على موقع Turner Classic Movies (الإنجليزية)
- يوميات دراجة نارية على موقع أول موفي (الإنجليزية)
- يوميات دراجة نارية على موقع بوكس أوفيس موجو (الإنجليزية)